# Novo Naselje, Bijeljina
Novo Naselje je naselje v občini Bijeljina, Bosna in Hercegovina. 

## Deli naselja
Fincov Salaš in Novo Naselje.

## Prebivalstvo
| Pregled števila prebivalcev po letih | Pregled števila prebivalcev po letih | Pregled števila prebivalcev po letih | Pregled števila prebivalcev po letih | Pregled števila prebivalcev po letih | Pregled števila prebivalcev po letih |
| ------------------------------------ | ------------------------------------ | ------------------------------------ | ------------------------------------ | ------------------------------------ | ------------------------------------ |
| 1948                                 | 1953                                 | 1961                                 | 1971                                 | 1981                                 | 1991                                 |
| -                                    | -                                    | -                                    | 920                                  | 1.082                                | 1.290                                |

| Narodna sestava prebivalstva po letih                                                                                        | Narodna sestava prebivalstva po letih                                                                                             | Narodna sestava prebivalstva po letih                                                                                             |
| --- | --- | --- |
| 1971 | 1981 | 1991 |
| . skupaj: 920 Muslimani 739 (80,32 %) Srbi 82 (8,91 %) Hrvati 2 (0,21 %) Jugoslovani 8 (0,86 %) drugi in neznano 89 (9,67 %) | . skupaj: 1.082 Muslimani 568 (52,49 %) Srbi 59 (5,45 %) Hrvati 6 (0,55 %) Jugoslovani 83 (7,67 %) drugi in neznano 366 (33,82 %) | . skupaj: 1.290 Muslimani 923 (71,55 %) Srbi 56 (4,34 %) Hrvati 0 (0,00 %) Jugoslovani 27 (2,09 %) drugi in neznano 284 (22,01 %) |